# Zbombardowani
Zbombardowani (oryg. Blasted) – debiutancki dramat autorstwa brytyjskiej pisarki, Sary Kane. Pierwszy odczyt tekstu, który stanowił pierwowzór sztuki, odbył się w 1993 na Uniwersytecie w Birmingham. Kane napisała "Zbombardowanych" pod wpływem bezpośrednich relacji z wojny w Bośni i Hercegowinie.

## Odbiór
Premiera odbyła się 12 stycznia 1995 w londyńskim Royal Court Theatre w reżyserii Jamesa MacDonalda. Sztuka od początku wzbudziła ogromne kontrowersje i była atakowana przez licznych krytyków teatralnych. Wielu z nich potraktowało "Zbombardowanych" jako niedojrzałą próbę zaszokowania publiczności. Niektórzy z nich zmienili swoją opinię z biegiem lat, jak na przykład Michael Billington z The Guardian, który po śmierci Kane przyznał, że się mylił, negatywnie oceniając jej debiut.

## Osoby dramatu
- Ian - jest Walijczykiem. Ma czterdzieści pięć lat. Pracuje jako dziennikarz śledczy. Ma zamiłowanie do broni palnej. Jest homofobem i rasistą. Różni się pod względem poglądów na świat z Cate. Jest nałogowym palaczem i prawdopodobnie alkoholikiem. Ian jest chory i umierający. W wyniku operacji wycięto mu jedno płuco.
- Cate - pochodzi z Londynu. Ma dwadzieścia jeden lat. Jest kochanką Iana. Umawia się z nim hotelu, aby zachować dyskrecję. Jest naiwna i mniej doświadczona od Iana. Jąka się w sytuacjach stresowych. Często dostaje ataków, po których omdlewa z nieznanych przyczyn.
- Żołnierz - jego imię nie jest znane. Uczestniczył w wojnach, gdzie gwałcił i mordował niewinnych ludzi.

## Zarys fabuły
Akcja rozgrywa się w pięciu scenach. Jej głównymi bohaterami są kochankowie - Ian i Cate. Miejsce akcji toczy się w hotelu w Leeds. Pierwsze sceny ukazują skomplikowany związek głównych bohaterów. Ian namawia dziewczynę, aby odbyła z nim stosunek płciowy. Spędzają razem noc. Następnego dnia w ich okolicy wybucha wojna. Strony konfliktu nie są znane. Do pokoju wchodzi żołnierz, a Cate ucieka przez okno. Hotel zostaje zbombardowany. Następnie żołnierz gwałci i oślepia Iana. Później popełnia samobójstwo. Do ślepego Iana wraca Cate z osieroconym wskutek wojny dzieckiem, które umiera z głodu. Umierający Ian zjada je, po czym zostaje nakarmiony resztkami jedzenia, jakie Cate zdobyła za prostytuowanie się wśród żołnierzy. Dramat posiada kompozycję otwartą. Nie został ukazany koniec cierpienia głównych bohaterów.

## Inscenizacje w Polsce
W Polsce wielokrotnie wystawiano "Zbombardowanych". Oto niektóre przedstawienia:
- 27 kwietnia 2007 Maja Kleczewska wyreżyserowała "Zbombardowanych" na deskach Teatru Narodowego w Krakowie. W głównych rolach zagrali Krzysztof Globisz, Sandra Korzeniak i Sebastian Pawlak.
- 13 czerwca 2009 Marek Kalita wystawił sztukę na deskach Teatru Konsekwentnego w Warszawie. Główne role sportretowali Aleksandra Popławska, Krzysztof Franieczka i Adam Sajnuk.
- 13 lutego 2011 w Fabryce Trzciny na warszawskiej Pradze Północ Marek Kalita ponownie wystawił spektakl w tej samej obsadzie.